# Preston Gubbals
Preston Gubbals – wieś w Anglii, w hrabstwie Shropshire. Leży 8 km na północ od miasta Shrewsbury i 228 km na północny zachód od Londynu.